# Die Vögel II – Die Rückkehr
Die Vögel II – Die Rückkehr (Originaltitel: The Birds II: Land’s End) ist ein US-amerikanischer Horrorfilm von Rick Rosenthal aus dem Jahr 1994. Es ist die Fortsetzung von Die Vögel. Der Film wurde im 14. März 1994 in Vereinigte Staaten auf Showtime gezeigt.

## Inhalt
Ted und Mary Hocken ziehen mit ihren beiden jungen Töchtern auf eine abgelegene, winzige Ostküsteninsel. Die Hockens sind entschlossen, ihre schmerzhafte Vergangenheit mit ihren Sohn hinter sich zu lassen, und sie versuchen, was damals passiert ist, zu vergessen. Die Familie will einen ruhigen, entspannten Sommer verbringen.
Als sich aber ein riesiger Vogelschwarm um Gull Island sammelt, wird ihnen klar, dass in dieser isolierten, täuschend ruhigen Oase etwas falsch ist und die Angst der Familie steigt, da ein Meeresbiologe das Ziel eines mysteriösen, grausigen Angriffs ist. Es dauert nicht lange, bis der Himmel von einem schrecklichen Ansturm attackierender Vögel verdunkelt wird. Es ist ein grausamer Angriff, wie er vor drei Jahrzehnten in Bodega Bay passiert war.

## Cameo
Tippi Hedren trat in einer Nebenrolle auf, aber nicht als ihr ursprünglicher Charakter. Hedren war enttäuscht, dass sie keine Hauptrolle bekam, und sie sagte: „Ich wünschte, es wäre mehr als ein Cameo. Ich denke, sie haben einen Fehler gemacht, indem sie das nicht getan haben. Aber es hat mir geholfen, meine Löwen und Tiger zu füttern.“ Auf die Frage, was Hitchcocks Meinung gewesen sein könnte, antwortete sie: „Ich würde es hassen, zu überlegen, was er sagen würde!“

## Kritik
Der Fernsehfilm wurde von vielen Kritikern negativ aufgenommen. Ken Tucker von Entertainment Weekly war für die Produktion verantwortlich und kritisierte insbesondere das Drehbuch und die Schauspieler und er sagte: „Die Schauspieler in ‚Die Vögel II – Die Rückkehr‘ haben wenig zu tun, außer ihre Augen in Schrecken aufzureißen, und selbst das scheint für Johnson eine beunruhigende Herausforderung zu sein.“ Er kommentierte auch die Tatsache, dass es sich um einen Alan-Smithee-Film handelte, das Pseudonym, das verwendet wurde, wenn ein Regisseur den endgültigen Film ablehnen wollte, indem er schrieb: „… aber das Poster und die Kassettenbox, die Showtime zusammen mit dem Rezensionsband verschickte, besagen eindeutig, dass Rick Rosenthal bei ‚Birds II‘ Regie führte“ ", bevor er hinzufügte: „Er hat gute Gründe, seinen Namen daraus löschen zu lassen. Wenn ich es wäre, würde ich klagen.“
In einem Interview von 2002 sagte Tippi Hedren über den Film: „Es ist absolut schrecklich. Es ist mir schrecklich peinlich.“